# پیروزی بالدار ساموتراس
نیکهٔ ساموتراس (به یونانی: Νίκη της Σαμοθράκης) یا پیروزی بالدار ساموتراس (انگلیسی: Winged Victory of Samothrace) تندیسی مرمرین و بی‌سر از الههٔ پیروزی یونان، نیکه است که قدمت آن به دو سده پیش از میلاد مسیح می‌رسد.
مجسمه به افتخار نیکه و هم به افتخار پیروزی در یک نبرد دریایی ساخته شده و از حالت بال‌ها و چین و شکن لباس چنین برمی‌آید که نیکه ظفرمندانه در حال فرود آمدن بر عرشهٔ یک کشتی است.
تندیس سال ۱۸۶۳ در جزیرهٔ ساموثراکی کشف شد و از زمان نمایشش در موزه لوور (سال ۱۸۸۴) تاکنون تحسین‌های بی‌شماری برانگیخته و یکی از برجسته‌ترین مجسمه‌های تاریخ برشمرده می‌شود. اچ. دبلیو جانسون، پروفسور تاریخ هنر، آن را «برترین شاهکار تندیس‌گری هلنیستی» نامیده‌است.

## نگارخانه

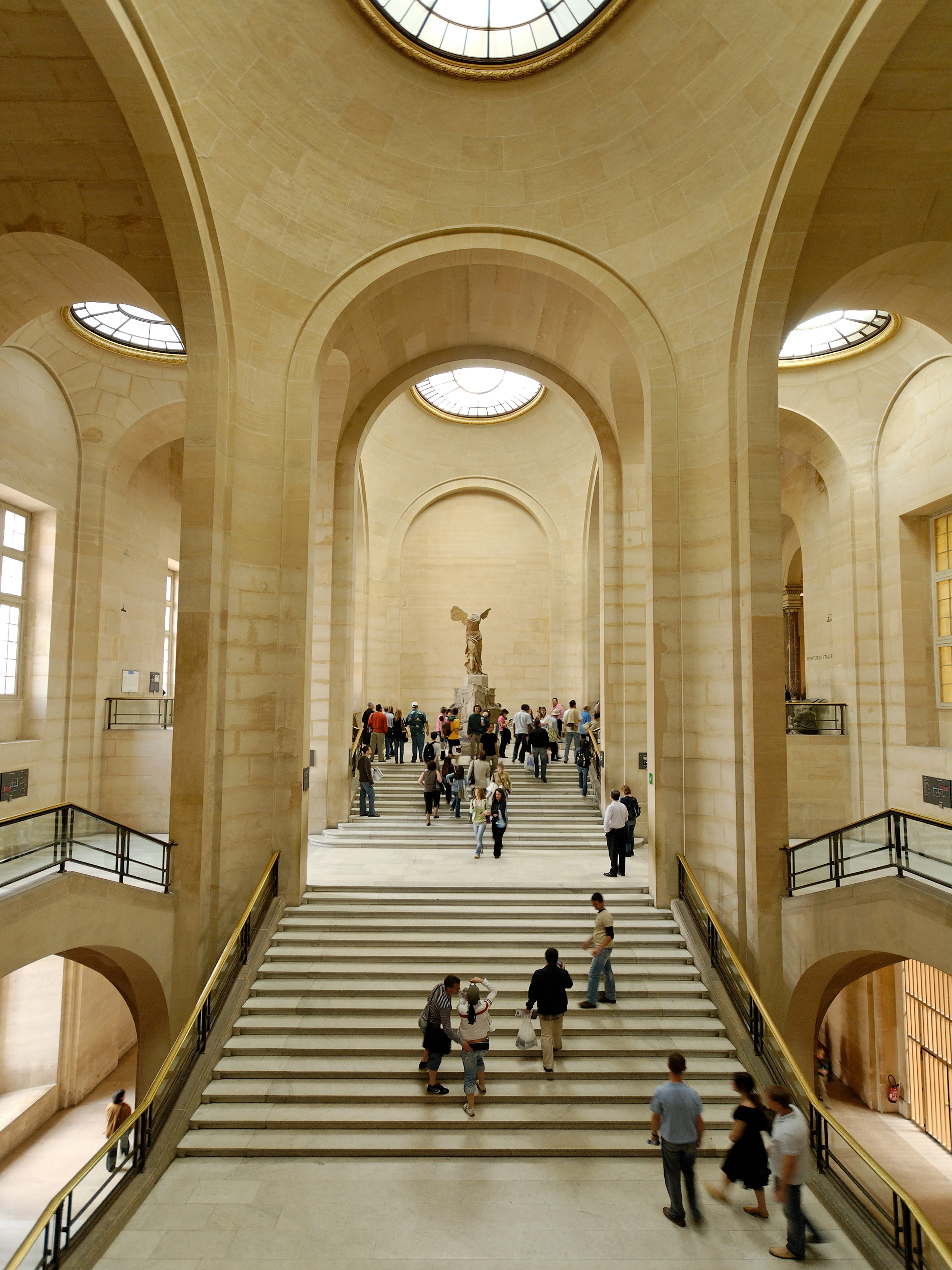
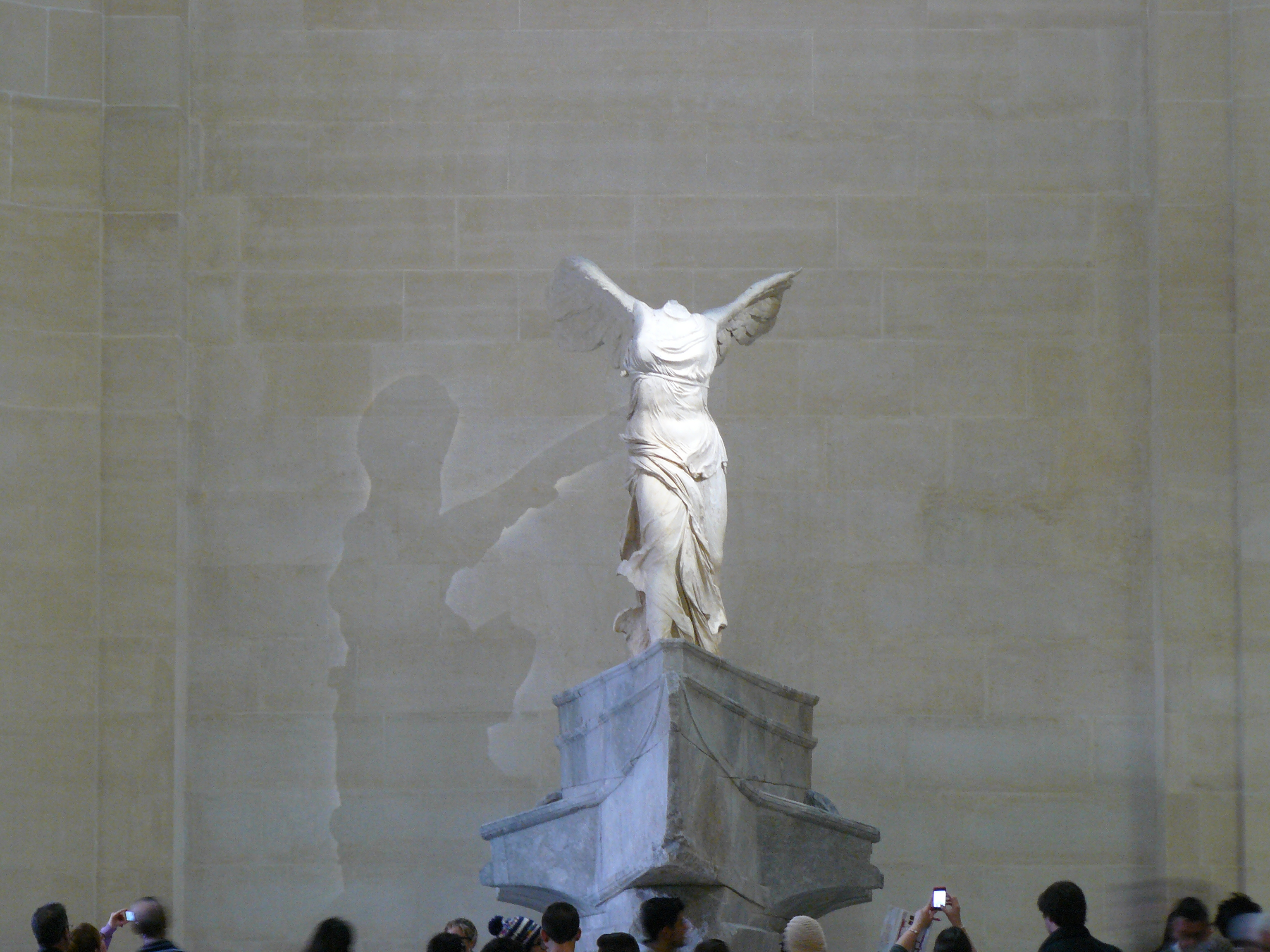
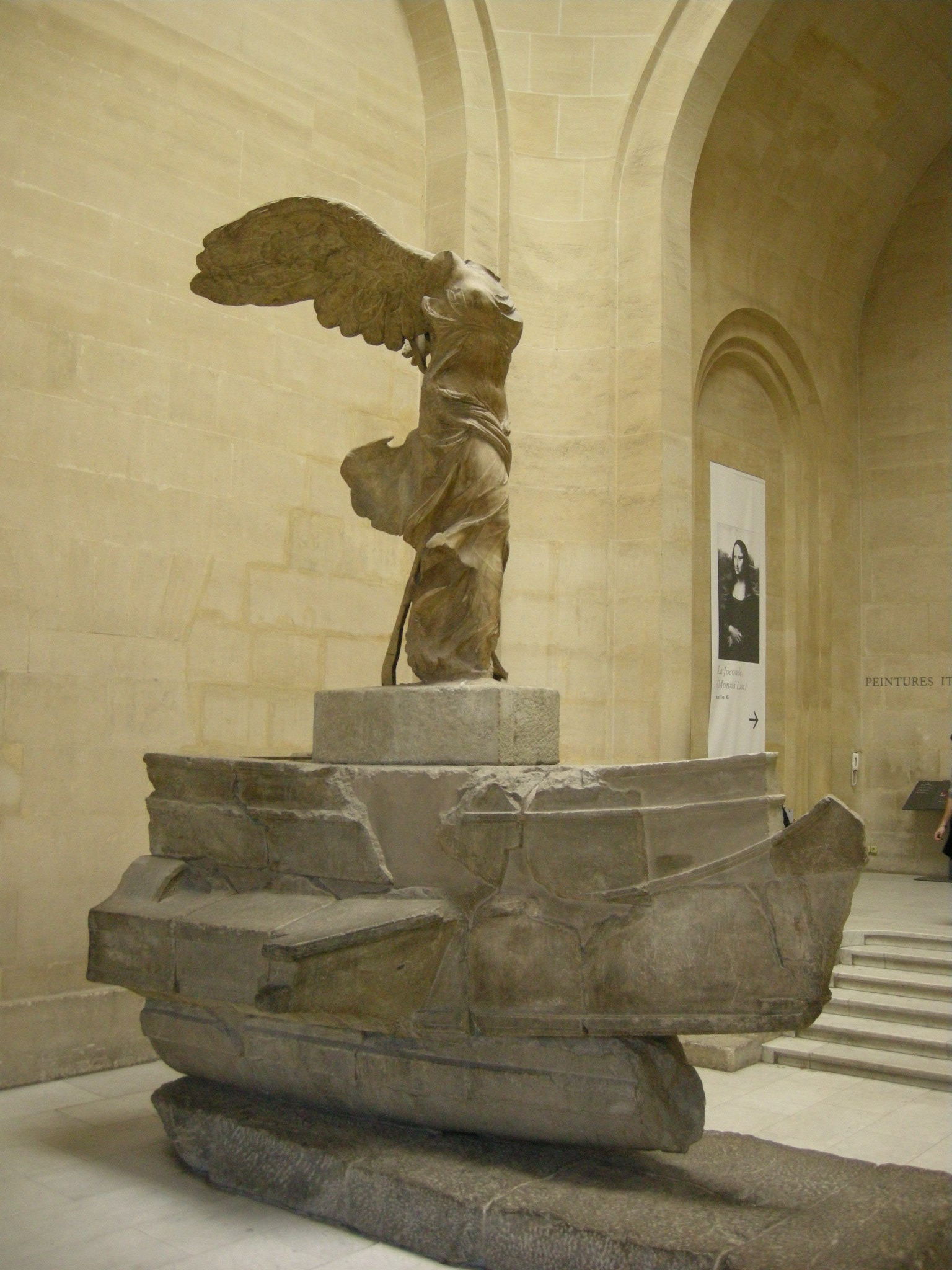